# Komensaurus
Komensaurus — рід базальних айгіалозаврид мозазавроїдів пізнього крейдяного періоду. Його знайшли в Комені в Словенії у вапняку сеноманського періоду. Раніше його називали «трієстським айгіалозавром». У 2007 році типовий вид був названий Komensaurus carrolli. Його голотип, екземпляр MCSNT 11430, був виявлений у Словенії та жив разом із спорідненим карзозавром. Це була відносно невелика рептилія, яка досягала 1 м в довжину і 2 кг маси тіла.